# Le Pradet
Le Pradet est une commune française située dans le département du Var, en région Provence-Alpes-Côte d'Azur. Commune urbaine de l'est de l'agglomération toulonnaise, elle a une façade maritime qui donne sur la rade de Toulon. 
En 2020, la commune comptait un peu plus de 10 000 habitants, appelés les Pradétans.

## Géographie

### Localisation
Située à 57 km de Marseille, 13 km à l'ouest de Hyères et 8 km à l'est de Toulon, Le Pradet est limitrophe de La Garde à l'ouest et au nord, et de Carqueiranne à l'est.
Les façades sud-ouest et sud de la commune s'ouvrent sur la rade de Toulon, une côte de falaises ouverte de larges criques et plages (le Pin de Galle, le Monaco, les Bonnettes, la Garonne, les Oursinières avec son port) terminée au sud-est par le cap de Carqueiranne.

### Géologie et relief

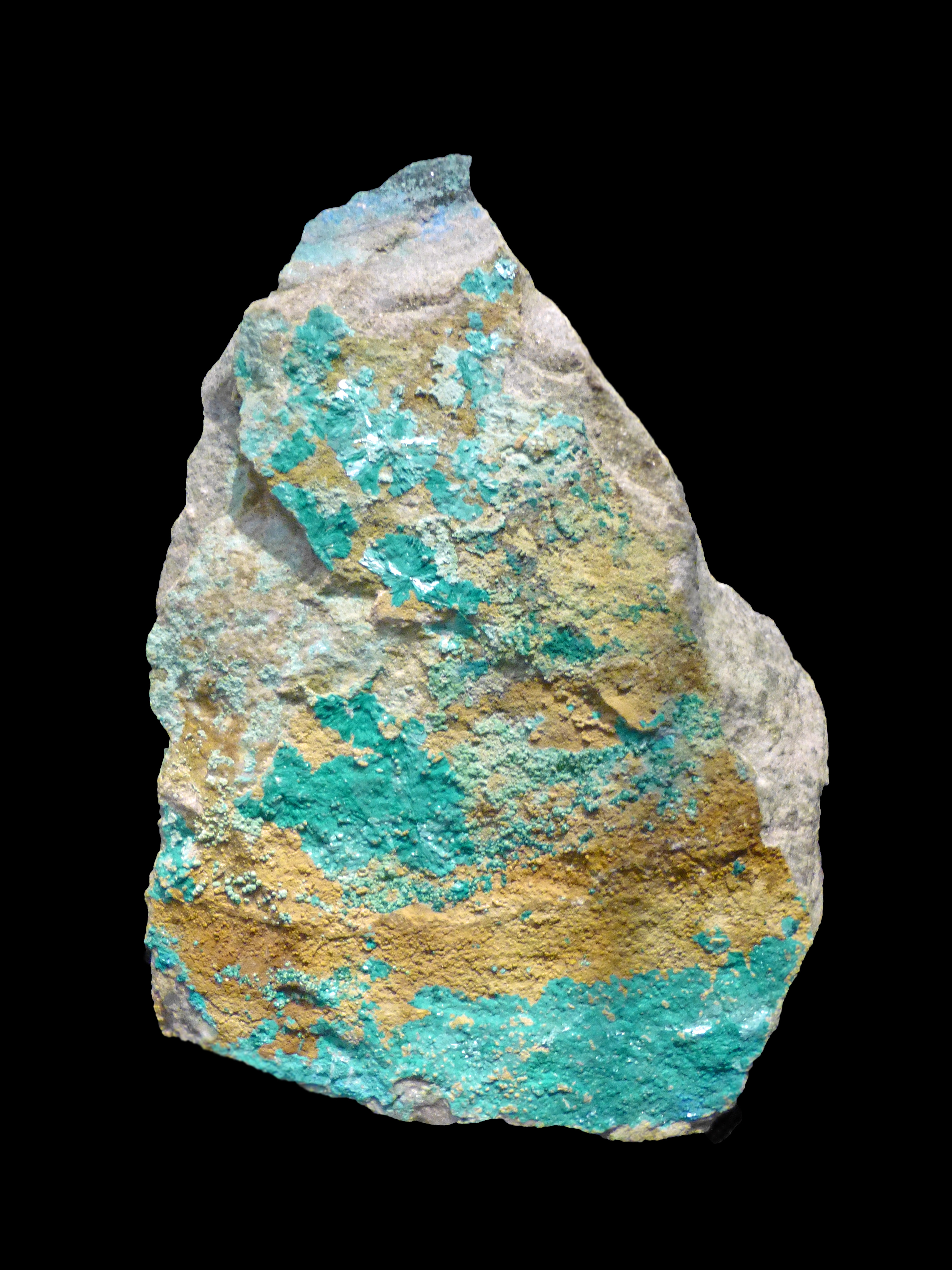
Chalcophyllite de Cap Garonne (musée de minéralogie de Strasbourg).

Le sol schisteux et argileux, mais recouvert de limons dans Le Plan, est propice aux cultures maraîchères, aux cultures florales, à la vigne (avec notamment le tibouren, cépage rare) et à l'olivier (un moulin à huile est toujours en fonction).
Les massifs, d'aspect encore sauvage, sont couverts de chênes-lièges, de pins parasols, de mimosas. Le maquis occupe plusieurs kilomètres carrés face à la mer.

### Hydrographie et eaux souterraines
Cours d'eau sur la commune ou à son aval :
- l'Eygoutier, petit fleuve côtier  qui se jette dans la rade de Toulon au Mourillon (Toulon) ;
- puits au lieudit la Foux ;
- forages La Foux du Pradet, Foncqueballe.

La commune dispose d'une station d'épuration de 107 000 équivalent-habitant.

### Climat
Pour des articles plus généraux, voir Climat de Provence-Alpes-Côte d'Azur et Climat du Var.
En 2010, le climat de la commune est de type climat méditerranéen altéré, selon une étude du Centre national de la recherche scientifique s'appuyant sur une série de données couvrant la période 1971-2000. En 2020, Météo-France publie une typologie des climats de la France métropolitaine dans laquelle la commune est exposée à un climat méditerranéen et est dans une zone de transition entre les régions climatiques « Provence, Languedoc-Roussillon » et « Var, Alpes-Maritimes ». 
Pour la période 1971-2000, la température annuelle moyenne est de 15,1 °C, avec une amplitude thermique annuelle de 14,6 °C. Le cumul annuel moyen de précipitations est de 772 mm, avec 6,9 jours de précipitations en janvier et 1,1 jours en juillet. Pour la période 1991-2020, la température moyenne annuelle observée sur la station météorologique de Météo-France la plus proche, « Toulon », sur la commune de Toulon à 8 km à vol d'oiseau, est de 16,7 °C et le cumul annuel moyen de précipitations est de 633,4 mm. 
La température maximale relevée sur cette station est de 40,1 °C, atteinte le 7 juillet 1982 ; la température minimale est de −9 °C, atteinte le 2 février 1956,,. 
| Mois                                  | jan.            | fév.          | mars            | avril         | mai            | juin         | jui.            | août            | sep.           | oct.            | nov.            | déc.            | année     |
| ------------------------------------- | --------------- | ------------- | --------------- | ------------- | -------------- | ------------ | --------------- | --------------- | -------------- | --------------- | --------------- | --------------- | --------- |
| Température minimale moyenne (°C)     | 6,6             | 6,3           | 8,4             | 10,5          | 13,9           | 17,5         | 19,9            | 20,2            | 17,1           | 14,1            | 10,1            | 7,5             | 12,7      |
| Température moyenne (°C)              | 9,9             | 10,1          | 12,4            | 14,7          | 18,3           | 22,2         | 24,7            | 25              | 21,5           | 17,8            | 13,5            | 10,7            | 16,7      |
| Température maximale moyenne (°C)     | 13,2            | 13,8          | 16,4            | 18,8          | 22,6           | 26,8         | 29,5            | 29,8            | 25,9           | 21,4            | 16,8            | 13,9            | 20,7      |
| Record de froid (°C) date du record   | −7,2 12.01.1987 | −9 02.02.1956 | −4,3 06.03.1971 | 0,3 03.04.22  | 4,6 01.05.1960 | 9 04.06.1984 | 12,8 17.07.00   | 12,3 31.08.1986 | 8,4 27.09.1972 | 3,2 30.10.1950  | −0,9 27.11.1945 | −4,5 29.12.1944 | −9 1956   |
| Record de chaleur (°C) date du record | 20,9 19.01.07   | 23,2 17.02.22 | 26,4 02.03.08   | 28,1 23.04.09 | 34,7 27.05.22  | 36 27.06.19  | 40,1 07.07.1982 | 37 03.08.1975   | 34,9 05.09.16  | 29,3 11.10.1985 | 24,2 03.11.1977 | 21,9 13.12.1961 | 40,1 1982 |
| Précipitations (mm)                   | 70,5            | 46,8          | 39              | 55,4          | 40,2           | 27           | 6,2             | 13,4            | 69,9           | 105,8           | 93,4            | 65,8            | 633,4     |

| Diagramme climatique                                  |             |           |              |              |            |             |              |              |               |              |             |
| J                                                     | F           | M         | A            | M            | J          | J           | A            | S            | O             | N            | D           |
| 13,26,670,5                                           | 13,86,346,8 | 16,48,439 | 18,810,555,4 | 22,613,940,2 | 26,817,527 | 29,519,96,2 | 29,820,213,4 | 25,917,169,9 | 21,414,1105,8 | 16,810,193,4 | 13,97,565,8 |
| Moyennes : • Temp. maxi et mini °C • Précipitation mm |             |           |              |              |            |             |              |              |               |              |             |

Les paramètres climatiques de la commune ont été estimés pour le milieu du siècle (2041-2070) selon différents scénarios d'émission de gaz à effet de serre à partir des nouvelles projections climatiques de référence DRIAS-2020. Ils sont consultables sur un site dédié publié par Météo-France en novembre 2022.

### Catastrophes naturelles
- Début 2015, le massif de la Colle Noire est envahi par les chenilles processionnaires[10].
- le 6 décembre 2014, à la suite de pluies continues depuis plusieurs jours, une partie de la colline du Pin de Galle[11], de 50 mètres de haut sur 120 mètres de long et qui domine la plage homonyme, s'est détachée. En contrebas, quatre cabanons ont été endommagés, 60 personnes ont été évacuées. Une partie de la calanque risque de devenir inhabitable[12],[13],[14],[15].
- le 4 et 5 août 2005 : incendie criminel de la Colle Noire.
- du 1er janvier au 30 septembre 2002 : mouvements de terrain différentiels consécutifs à la sécheresse et à la réhydratation des sols.
- du 1er septembre au 31 décembre 1998 : mouvements de terrain différentiels consécutifs à la sécheresse et à la réhydratation des sols.
- du 1er janvier 1995 au 31 août 1998 : mouvements de terrain différentiels consécutifs à la sécheresse et à la réhydratation des sols.
- du 1er janvier 1993 au 31 décembre 1994 : mouvements de terrain consécutifs à la sécheresse.
- du 1er mai 1989 au 31 décembre 1992 : mouvements de terrain consécutifs à la sécheresse.
- du 29 septembre au 30 septembre 1982 : inondations et coulées de boue.

### Communes limitrophes
| La Garde                  | La Garde         | La Garde     |
| La Garde Mer Méditerranée | Pradet           | Carqueiranne |
| Mer Méditerranée          | Mer Méditerranée | Carqueiranne |

### Voies de communications et transports
Le Pradet est à 14 km de l'aéroport de Toulon-Hyères et à 97 km de celui de Marseille Provence.
La gare SNCF TGV la plus proche est celle de Toulon (8 km). Les autres gares les plus proches sont celles de La Garde à environ 3 km, de La Crau environ 9 km et de Hyères environ 11 km.
La commune est traversée par la route départementale 559 d'est en ouest de Toulon vers Carqueiranne et Hyères et par la route départementale 86 du nord au sud de La Garde vers la plage de la Garonne au Pradet.
Le Pradet est également traversée d'est en ouest par la piste cyclable du Littoral varois, qui va de Toulon à Saint-Raphaël et qui reprend une partie du tracé de l'ancienne voie de chemin de fer de Toulon à Saint-Raphaël. Très fréquentée, cette piste cyclable est en cours d'aménagement en véritable voie verte, d'une largeur moyenne de 5 mètres.

#### Transports urbains

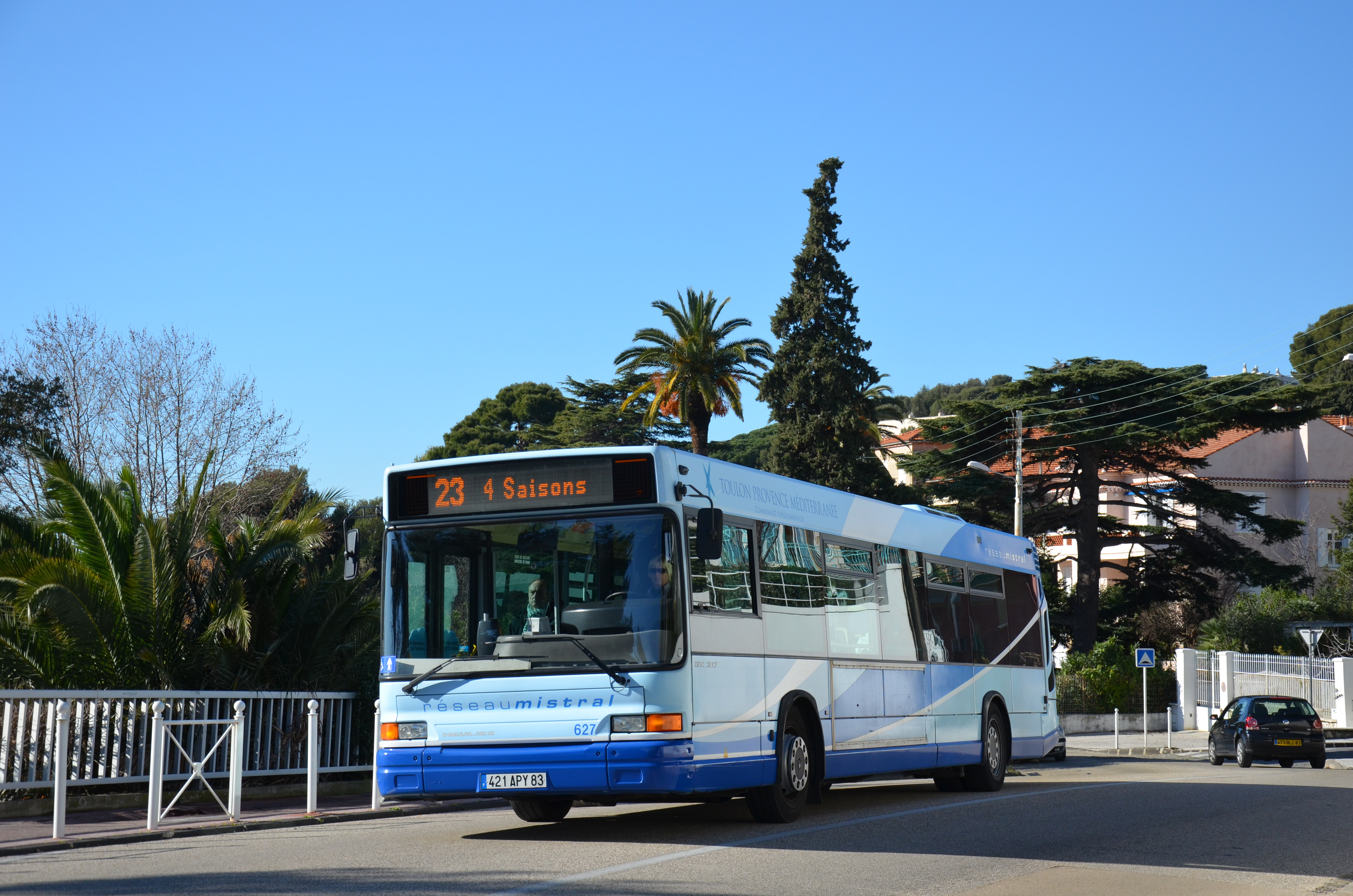
La commune est desservie par plusieurs lignes du réseau Mistral.

Les lignes de bus du réseau Mistral de communauté d'agglomération Toulon Provence Méditerranée assurent la liaison avec les communes voisines :
- ligne 23 de Gare (Toulon) vers Espace 3000 (Hyères) ;
- ligne 91 de Planquette (La Garde) vers Oursinières (Le Pradet) ;
- ligne 92 de Planquette (La Garde) vers Carthages (Carqueiranne) ;
- ligne 98 de Terre Promise (La Garde) vers Tourrache (La Garde) ;
- ligne 39 de Gare Routière (Toulon) vers Hyères Centre (Hyères) (prolongée en nocturne du jeudi au samedi).

## Urbanisme

### Typologie
Au 1er janvier 2024, Le Pradet est catégorisée grand centre urbain, selon la nouvelle grille communale de densité à sept niveaux définie par l'Insee en 2022.
Elle appartient à l'unité urbaine de Toulon, une agglomération inter-départementale regroupant 27  communes, dont elle est une commune de la banlieue,,. Par ailleurs la commune fait partie de l'aire d'attraction de Toulon, dont elle est une commune du pôle principal,. Cette aire, qui regroupe 35 communes, est catégorisée dans les aires de 200 000 à moins de 700 000 habitants,.
La commune, bordée par la mer Méditerranée, est également une commune littorale au sens de la loi du 3 janvier 1986, dite loi littoral. Des dispositions spécifiques d’urbanisme s’y appliquent dès lors afin de préserver les espaces naturels, les sites, les paysages et l’équilibre écologique du littoral, tel le principe d'inconstructibilité, en dehors des espaces urbanisés, sur la bande littorale des 100 mètres, ou plus si le plan local d’urbanisme le prévoit.

### Occupation des sols
L'occupation des sols de la commune, telle qu'elle ressort de la base de données européenne d’occupation biophysique des sols Corine Land Cover (CLC), est marquée par l'importance des territoires artificialisés (48,5 % en 2018), en augmentation par rapport à 1990 (46,6 %). La répartition détaillée en 2018 est la suivante : 
zones urbanisées (44,7 %), zones agricoles hétérogènes (28,1 %), milieux à végétation arbustive et/ou herbacée (15,2 %), cultures permanentes (4,9 %), espaces verts artificialisés, non agricoles (3,8 %), forêts (2,8 %), eaux maritimes (0,6 %). L'évolution de l’occupation des sols de la commune et de ses infrastructures peut être observée sur les différentes représentations cartographiques du territoire : la carte de Cassini (XVIIIe siècle), la carte d'état-major (1820-1866) et les cartes ou photos aériennes de l'IGN pour la période actuelle (1950 à aujourd'hui).

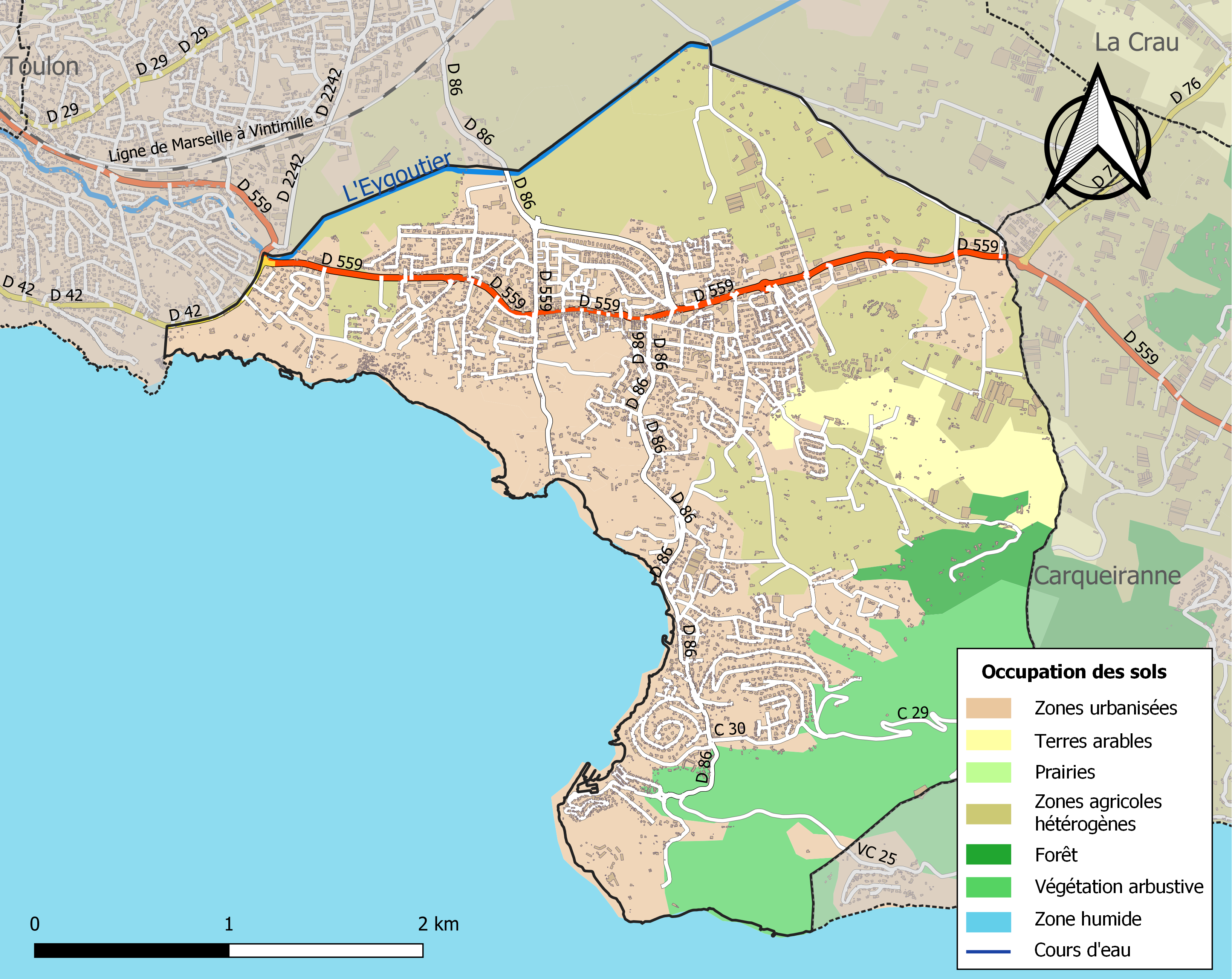
Carte des infrastructures et de l'occupation des sols de la commune en 2018 (CLC).

## Toponymie
Le Pradet s'écrit Lou Pichoun Prat ou Pradet (prat avec pour désinence le diminutif et) signifie « petit pré » en provençal. Cela est dû à la configuration d'une partie de la commune où l'humidité du bas fonds des plans, la présence de nombreux ruisseaux et les nombreuses semaines d'inondation ont toujours favorisé la pousse de l'herbe. Recherché, ce terrain a été morcelé entre les nombreuses fermes, en petits prés, lei pradet.

## Histoire
Une route de crête reliant Massalia (Marseille) à Niccaïa (Nice), en passant par Telo-Martius (Toulon) et Olbia (Hyères), des villae gallo-romaines se sont installées sur ce qui est aujourd'hui Le Pradet. Au lieu-dit San Peyre, une villa est localisée. Construite sur une colline (présence de murs de soutènement) elle possédait une citerne voutée et devait être ornée de mosaïques. En revanche, rien ne prouve que l'exploitation de la mine de Cap Garonne ait commencé à cette époque. Les premiers documents au sujet de celle-ci ne datent que du XVIIe siècle. L'exploitation a eu lieu de 1862 à 1917.
On dit que Murat se serait, en 1815, échappé vers la Corse à partir du Pradet.
Le Pradet était un village rattaché à la commune de La Garde jusqu'en 1894.
La commune du Pradet adhére en 2016 à la charte du parc national de Port-Cros,.

## Politique et administration

### Tendances politiques et résultats
- Avec cinq listes en présence au premier tour, et quatre au deuxième tour, c'est Claude Mesangroas, premier adjoint dissident du maire sortant, qui est élu avec 33,9 % des voix.
- Claude Mesangroas meurt le 25 juillet 2012 d'un cancer[27].
- En 2014 avec six listes en présence au premier tour, et trois au second tour c'est le candidat de l'UMP, Hervé Stassinos[28] qui est élu maire avec 47,95 % des voix devant le maire sortant divers gauche Bernard Pezery avec 43,73 % des voix. Il obtient une majorité de 25 sièges sur les 33 que compte le conseil municipal. La plus importante majorité jamais obtenue dans cette ville.

- En 2020, lors du premier tour des élections municipales, le maire sortant Hervé Stassinos arrive très largement en tête du scrutin avec 33,95 % devant l'ancien maire Bernard Pezery à 20,52 %. La campagne  est alors arrêtée à cause de la crise sanitaire du Covid-19 et le second tour reporté. Après 55 jours de confinement, la campagne reprend. Frédéric Fiore, Laurent Bailloux et Jean Louis Savarin, les candidats de gauche et du centre, annoncent leur ralliement unilatéral et sans fusion de liste à Bernard Pezery pour faire barrage à la droite. Cependant rien n'y fera Hervé Stassinos sera réélu le 28 juin 2020 avec 48,52 % des voix enracinant la ville du Pradet à droite qui avait été à gauche de 1989 à 2014[29].

### Budget et fiscalité 2020

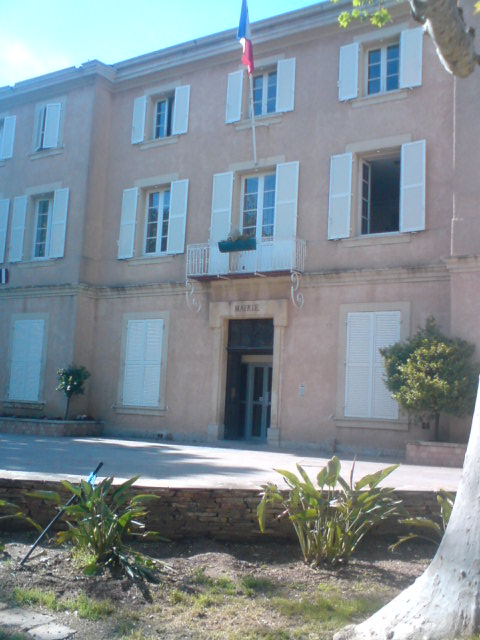
Mairie.

En 2020, le budget de la commune était constitué ainsi :
- total des produits de fonctionnement : 13 902 000 €, soit 1 335 € par habitant ;
- total des charges de fonctionnement : 12 529 000 €, soit 1 203 € par habitant ;
- total des ressources d'investissement : 6 002 000 €, soit 576 € par habitant ;
- total des emplois d'investissement : 4 983 000 €, soit 478 € par habitant ;
- endettement : 6 986 000 €, soit 671 € par habitant.

Avec les taux de fiscalité suivants :
- taxe d'habitation : 17,16 % ;
- taxe foncière sur les propriétés bâties : 27,48 % ;
- taxe foncière sur les propriétés non bâties : 83,78 % ;
- taxe additionnelle à la taxe foncière sur les propriétés non bâties : 0 % ;
- cotisation foncière des entreprises : 0,00 %.

Chiffres clés Revenus et pauvreté des ménages en 2018 : médiane en 2018 du revenu disponible, par unité de consommation : 24 200 €.

## Économie

### Entreprises et commerces

#### Agriculture
- Coopérative vinicole du Pradet[38].

#### Tourisme
- Station balnéaire[39].

#### Commerces
- Commerces de proximité[40].

## Jumelage
- Arieșeni (Roumanie)

À l'époque de la dictature en Roumanie, alors que le président Nicolae Ceaușescu planifiait la destruction des villages traditionnels (en interprétant à sa manière une idée de Friedrich Engels sur l'abolition des inégalités ville-campagne) la ville du Pradet, sous le mandat du maire Roland Joffre, avait « parrainé » Arieșeni (commune transylvaine du pays des Motses et station de sports d'hiver des Carpates) dans le cadre de l'« opération Villages Roumains » visant à faire pression sur le parti unique roumain pour qu'il cesse les démolitions.
Après la libération de la Roumanie fin 1989, le défunt maire pradétan Claude Mesangroas a présidé le comité de jumelage du Pradet avec Arieșeni. Le comité a beaucoup aidé l'école de cette commune roumaine à s'équiper dans les années 1990. Le point culminant du jumelage a été, en 2000, l'organisation au Pradet du symposium international annuel de sculpture, dont les œuvres ont été créées en marbre blanc ou rose de Transylvanie : l'une d'elles, une stèle d'André Sandel à la mémoire de Philippe Tailliez, pionnier de la plongée en France, a été placée sur la jetée des Oursinières.

## Population et société

### Démographie

#### Évolution démographique
L'évolution du nombre d'habitants est connue à travers les recensements de la population effectués dans la commune depuis 1896. Pour les communes de plus de 10 000 habitants les recensements ont lieu chaque année à la suite d'une enquête par sondage auprès d'un échantillon d'adresses représentant 8 % de leurs logements, contrairement aux autres communes qui ont un recensement réel tous les cinq ans,.

En 2022, la commune comptait 10 582 habitants, en évolution de +5,54 % par rapport à 2016 (Var : +4,98 %, France hors Mayotte : +2,11 %).
| 1896  | 1901  | 1906  | 1911  | 1921  | 1926  | 1931  | 1936  | 1946  |
| ----- | ----- | ----- | ----- | ----- | ----- | ----- | ----- | ----- |
| 1 378 | 1 799 | 1 804 | 1 912 | 1 603 | 1 594 | 1 766 | 1 981 | 2 119 |

| 1954  | 1962  | 1968  | 1975  | 1982  | 1990  | 1999   | 2006   | 2011   |
| ----- | ----- | ----- | ----- | ----- | ----- | ------ | ------ | ------ |
| 2 650 | 3 121 | 5 658 | 6 938 | 7 900 | 9 704 | 10 975 | 10 603 | 11 401 |

| 2016   | 2021   | 2022   | - | - | - | - | - | - |
| ------ | ------ | ------ | - | - | - | - | - | - |
| 10 027 | 10 728 | 10 582 | - | - | - | - | - | - |

### Enseignement
Établissements d'enseignements :
- écoles maternelles et primaires ;
- collèges à Carqueiranne, La Garde, La Valette-du-Var, Toulon ;
- lycées à La Garde, Toulon, Hyères.

### Santé
Professionnels et établissements de santé :
- médecins à La Crau, Toulon, Hyères[45] ;
- pharmacies[46] ;
- hôpitaux à proximité :
  - hôpital San Salvadour, à Hyères ;
  - hôpital Renée-Sabran, à Hyères ;
  - hôpital d'instruction des armées Sainte-Anne, à Toulon ;
  - centre hospitalier intercommunal Toulon-La Seyne-sur-Mer.

### Cultes
- Culte catholique, paroisse du Pradet, diocèse de Fréjus-Toulon[47].

## Culture locale et patrimoine

### Lieux et monuments

#### La grotte bleue de San Peyre
Cette grotte, également appelée grotte de Sainte Marguerite, est située à la limite entre les communes du Pradet et de La Garde. Elle est difficile d'accès depuis la terre, mais peut être facilement rejointe en bateau. Outre une vaste voûte, elle comporte plusieurs couloirs traversant la roche, et un couloir sous-marin qui rejoint l'autre côté de la pointe Sainte Marguerite.

#### Musée de la mine de Cap Garonne

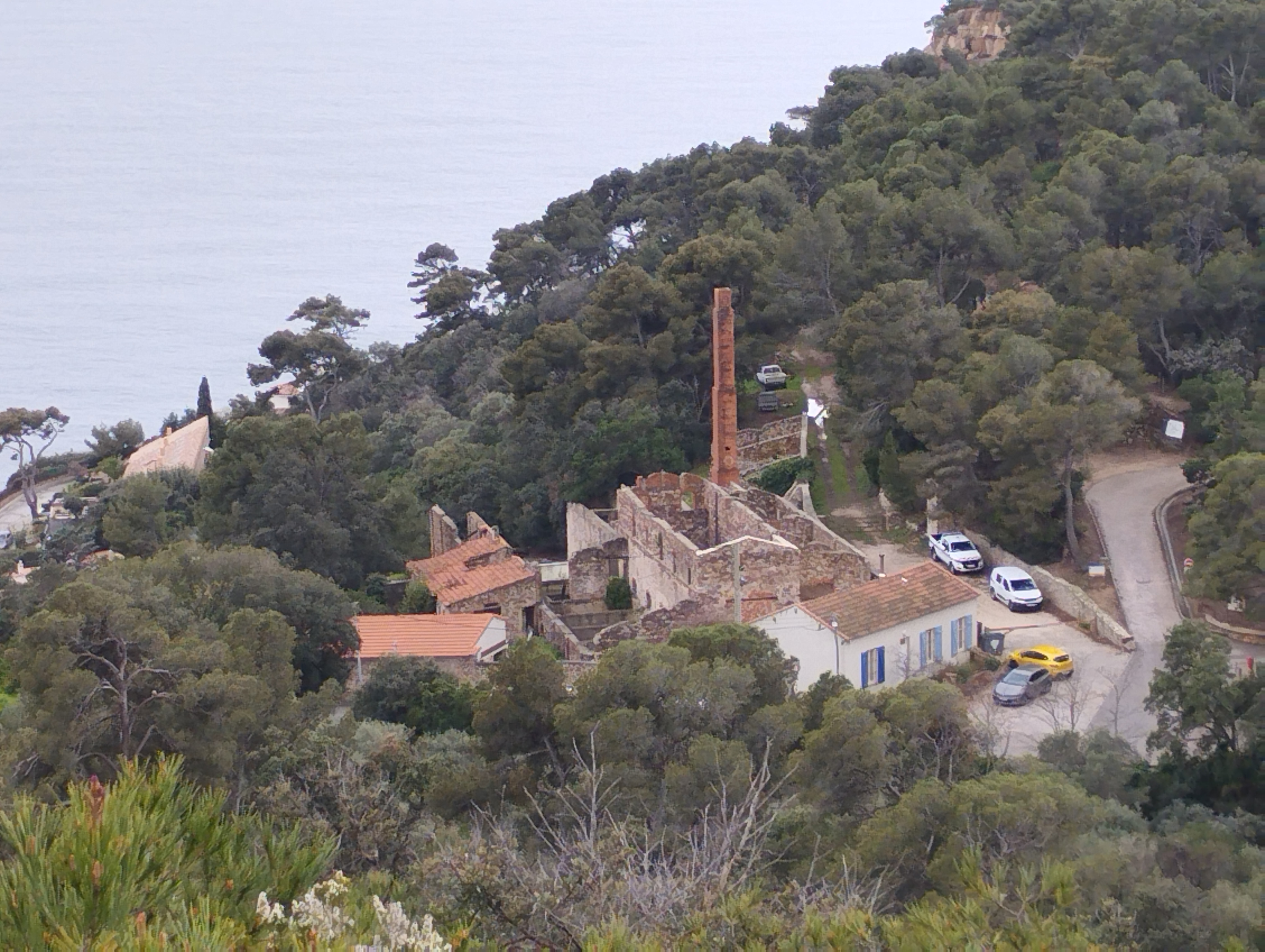
Vestiges de l'usine de la mine de Cap Garonne.

Ouvert en 1994, le musée de la mine est aménagé dans les anciennes galeries de cuivre dont il retrace l'histoire de manière ludique. Coiffé d'un casque de chantier, sous un plafond bas tendu d'un filet de sécurité, le visiteur explore le passé de ce modeste gisement de cuivre, exploité industriellement de 1862 à 1917. Jeux de lumière et animations sonores (on entend sauter la paroi dynamitée et chanter les trieuses) prennent du relief dans le silence et l'obscurité de cette vaste caverne, creusée par les mineurs venus du Piémont italien. Une pause vidéo dans une sorte de caisson de bois permettra d'en savoir plus sur la transformation du minerai et les multiples usages du cuivre.
Au sein d'un massif forestier surplombant la Méditerranée, les anciennes mines de cuivre de Cap Garonne comptent parmi les cinq plus beaux sites minéralogiques du monde. Le musée retrace la vie des mineurs et l'histoire de la roche.
Il est le seul musée français du cuivre et des microminéraux.
En 1984, la qualité exceptionnelle de l'environnement incite les autorités locales à protéger et à mettre en valeur ce patrimoine d'intérêt national et européen que représente la mine du Cap Garonne. Il faudra attendre dix ans avant d'inaugurer le musée de la mine.

#### Le château du Clos Meunier et le parc Cravéro

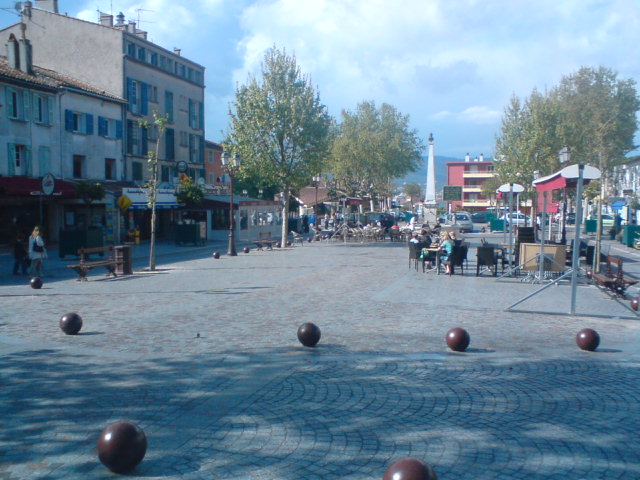
Place Paul Flamenq.

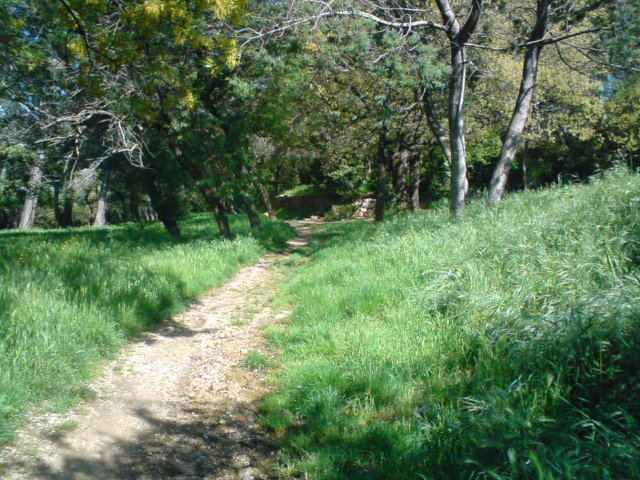
Bois de Courbebaisse.

Le château du Clos Meunier date de la fin du XVIe siècle et début du XVIIe siècle. En 1667, le château appartenait au seigneur de La Garde, Joseph de Catelin. C’est Jean-Louis Raymond Mallard qui se porta acquéreur du château en 1790, le garda jusqu’en 1862, puis le revendit à M. Meunier. Le château devint alors le Clos Meunier, mais on l’appela tout simplement le château du Pradet. À l’origine, la propriété de 30 hectares était toute plantée en vignes et bordait toute la rue principale du Pradet (l’actuelle avenue de la DFL). La municipalité en fit l’acquisition en 1973. Rénové de 1973 à 1977, le château devint la mairie du Pradet et le parc fut baptisé parc Cravéro (du nom d’un ancien maire pradétan).
Le parc offre aujourd'hui la tranquillité de ses allées ombragées par le feuillage d'arbres centenaires, une palmeraie riche de 70 espèces, de nombreuses espèces végétales méditerranéennes.

#### Villal'Artaude
La villa l'Artaude, appelée aussi « villa Mandrot », est une maison aux murs de pierre brute construite par Le Corbusier en 1930, chemin de l'Artaude. Elle est inscrite au titre des monuments historiques par arrêté du 29 décembre 1987 et a reçu le label « Patrimoine du XXe siècle en PACA » par le ministère de la Culture,.

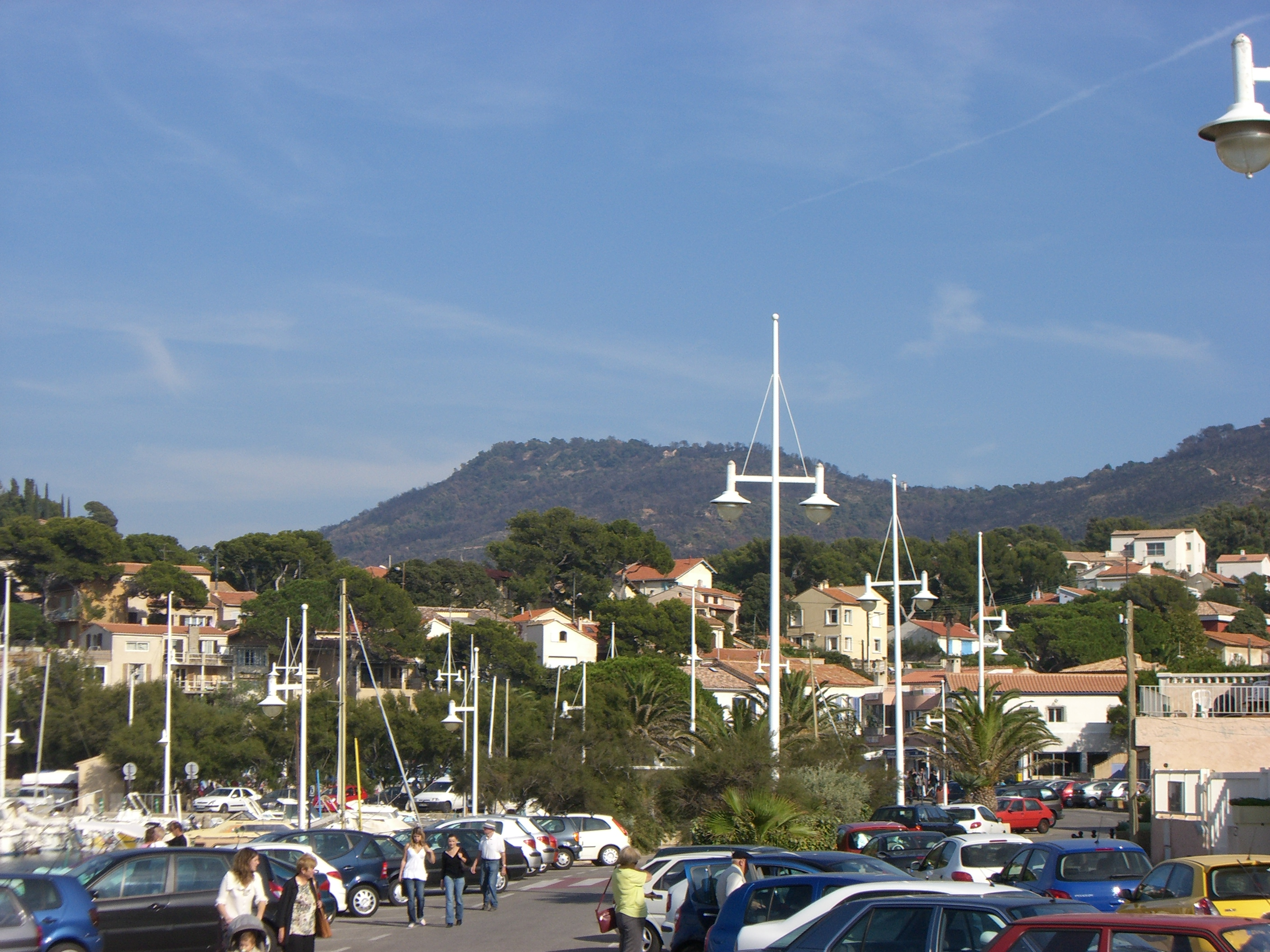
Les Oursinières.

#### La Pierre de Lune
Légèrement recouverte par la mer, entre les plages de Monaco et des bonnettes, la légende veut que cette pierre aux reflets bleues soit venue de la Lune.

#### Épave de «La Lune»
À cinq milles nautiques, au large du cap Carqueiranne, se trouve l'épave du vaisseau La Lune. Il a coulé en 1664 et l'épave a été découverte en 1993. Lors de la campagne de fouilles de 2016, faite à l'aide d'un robot humanoïde de dernière génération, le responsable déclara : « c'est un des cinq sites d'archéologie marine les plus importants au monde »,.

#### L'église Saint Raymond-Nonnat
L'église, construite en 1863 et inaugurée le 18 avril 1864, a été consacrée par Joseph Madec, évêque de Fréjus-Toulon, le 31 mai 2000. Les fresques ont été exécutées entre 1871 et 1877. Trois cloches ont été installées en 1876, et une quatrième cloche, nommée Marie-Angèle, a été installée en septembre 2001.
L'orgue de l'hostellerie de la Sainte-Baume à Plan-d'Aups avait été transféré au Pradet en 1952 puis à la Sainte-Baume en 1971. Une association, « Les amis de l'orgue du Pradet », dont l'objet est l'installation d’un orgue à tuyaux dans l’église du Pradet, a été constituée le 31 octobre 1996.

#### La VillaRocabella
La villa Rocabella est une villa de style Belle Époque, construite à la fin du XIXe siècle par l'architecte danois Hans-Georg Tersling, au cap Brun pour un maître de forges de la Loire, Jules Petin. Restée en possession de la famille Petin jusqu'à la seconde guerre mondiale, elle est alors occupée par les allemands jusqu'en 1944. Après la guerre, la propriété est divisée et la villa est achetée par la S.N.C.F., qui l'affecte à ses œuvres sociales en l'utilisant comme orphelinat et colonie de vacances. Elle est agrémentée d'un parc botanique de quatre hectares avec accès direct à la mer. En 2000, cette villa est achetée, puis restaurée et décorée par l'architecte d'intérieur Patrice Nourissat. Plusieurs films y ont été tournés dans les années 2000 : le téléfilm La Femme et le pantin, avec Roger Hanin, en 2006, Le Mac en 2009, Simple question de temps en 2012, avec Line Renaud, Un Homme idéal, avec Pierre Niney, en 2014 ; Divorce club en 2018. Remise en vente en 2016 au prix de 14 millions d'euros, la villa est finalement achetée au début de 2020 par Jean Baptiste Rudelle, qui après avoir fait fortune dans une start-up internet, rentre dans les 500 plus grandes fortunes françaises. Il veut en faire un centre de séminaire sur les nouvelles technologies.

#### Autres
- La galerie d'art Cravero, le fort de la Gavaresse, le massif de la Colle Noire, le jardin et le bois de Courbebaisse, le sentier de découverte Jean-François-Jubé de Cap Garonne, la fontaine de la place Flamenq[66].
- De remarquables criques ponctuent la baie de la Garonne jusqu'au cap de Carqueiranne. Certaines sont accessibles par la route mais l'idéal est de les découvrir par le sentier du littoral. Certaines portions de ce sentier sont interdites d'accès car dangereuses (éboulements, sentier ponctuellement attaqué par la mer).

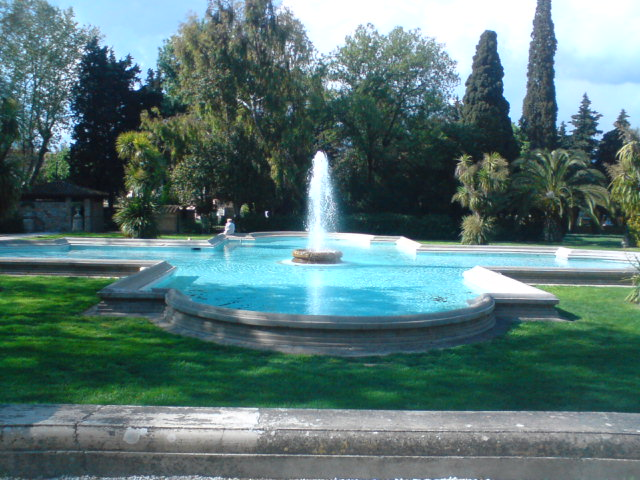
Fontaine derrière mairie.

- Monument aux morts[67],[68].

### Personnalités liées à la commune

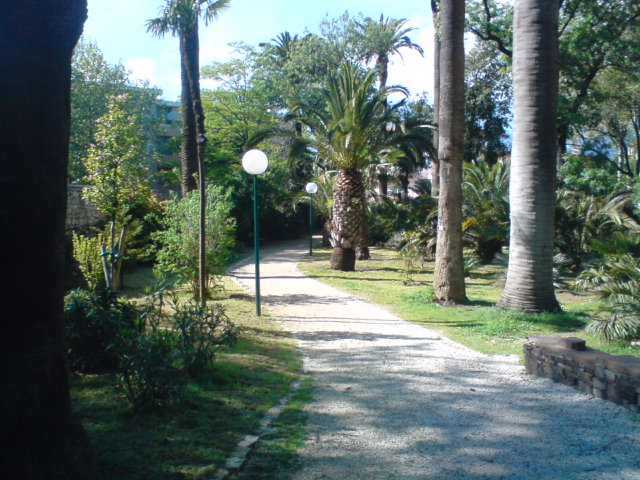
Jardin public au Pradet.

- La baronne de Goldschmidt-Rothschild (1892-1973), peintre amateur sous le nom de Marianne Gilbert, a souvent planté son chevalet face à la Garonne ou aux Oursinières. Elle a reçu au Pradet les peintres Charles Camoin et André Dunoyer de Segonzac. Winston Churchill, également peintre amateur, est venu plusieurs fois chez elle entre les deux guerres.
- Gilbert de Goldschmidt (1925-2010), producteur de films.
- Jacques Grob, naturiste suisse, vivait dans les années 1930 de jardinage et de pêche sous-marine aux Oursinières où il rencontra Philippe Tailliez et Jacques-Yves Cousteau auxquels il communiqua sa conscience de la fragilité de la mer : « la bande côtière fertile, riche en couleurs et en poissons, n'est pas plus large qu'un fleuve »[69] ; en mémoire de cela, un « challenge Jacques Grob » de natation y avait lieu annuellement jusqu'en 2012[70] et un buste de Philippe Tailliez par André Sandel se dresse sur la jetée des Oursinières.
- L'actrice Roxane Mesquida y a passé son enfance.
- Jules Muraire dit Raimu (1883-1946), acteur, a eu une propriété sur le chemin des Bonnettes.
- Michel Périé (1969), joueur de rugby à XV, est né au Pradet.
- Christiane Rochefort (1917 à Paris-1998 au Pradet), écrivain, avait une maison à l'anse San Peyre.
- Carlo Sforza (1872-1952), homme politique italien, est venu se réfugier près du cap Brun à l'avènement de Benito Mussolini. Il reçut chez lui de grands écrivains français : Paul Claudel, Paul Valéry, Georges Bernanos.
- Francis Veber (1937), scénariste et réalisateur de films.
- Gustave Zédé (1825-1891), qui établit les plans du premier sous-marin français, le Gymnote, résidait à Costebrune (entre le Pin de Galle et Sainte-Marguerite).

### Au cinéma
- Les démons de l'aube (1945) de Yves Allégret avec Simone Signoret, tourné sur les communes de Carqueiranne et Le Pradet.
- Yann Piat, chronique d'un assassinat (2011) d'Antoine de Caunes, thriller politique inspiré de l’assassinat du député du Var, Yann Piat, survenu le 25 février 1994 à Hyères, avec Karin Viard et Jean Benguigui.
- Jeune et jolie (2013) de François Ozon le tournage effectué en juin 2012[71], a lieu en partie au Pradet. Les scènes de plage du film sont tournées sur la plage de Monaco.
- Un homme idéal (2014) avec Pierre Niney. Le tournage dure huit semaines, du 4 juin au 31 juillet 2014. Il se déroule au Pradet, notamment au club Belambra mais aussi à Carqueiranne, Toulon et Paris.
- Divorce Club (2020) de Michaël Youn. Le tournage a notamment eu lieu à la villa Rocabella.
- Downton Abbey 2 : Une nouvelle ère (2022)  de Simon Curtis. Le tournage se déroule dans la villa Rocabella, en parallèle avec l'habituel château de Highclere au Royaume-Uni.

### Héraldique
|  | Les armoiries du Pradet se blasonnent ainsi : Taillé : au premier de gueules à la corne d'abondance d'or fleurie et fruitée au naturel posée en barre, pointe en bas, au second d'azur à la digue d'or sommée d'une tour d'argent, ajourée et maçonnée de sable, mouvant de senestre sur une mer de pourpre. Devise : « semper supra det » traduit du latin par « qu'elle donne toujours davantage ». |